# Новозірганська сільська рада
Новозірга́нська сільська рада (рос. Новозирганский сельский совет) — муніципальне утворення у складі Хайбуллінського району Башкортостану, Росія. Адміністративний центр — село Новий Зірган.

## Населення
Населення — 905 осіб (2019, 1000 в 2010, 1017 в 2002).

## Склад
До складу поселення входять такі населені пункти:
| Населений пункт    | Населення, осіб (2002) | Населення, осіб (2010) |
| ------------------ | ---------------------- | ---------------------- |
| Ілячево, присілок  | 402                    | 359                    |
| Новий Зірган, село | 601                    | 629                    |
| Танатар, присілок  | 14                     | 12                     |